# 双屿街道
双屿街道，中国浙江省温州市鹿城区下辖的一个街道办事处。

## 辖区
该街道辖有：
营楼桥社区、牛岭社区、黄龙社区、瓯浦垟社区、垟田社区、新泽社区、康龙社区、牛岭村、双岙村和箬笠岙村。